# Aleksandr Łoran
Aleksandr Grigorjewicz Łoran, ros. Александр Григорьевич Лоран (ur. 1849, zm. 1911) – rosyjski chemik i wynalazca, twórca gaśnicy pianowej (1906 r.).